# Referendo na Suíça em fevereiro de 2009
O referendo suíço de fevereiro de 2009 foi realizado no dia 8. Os objetivos do pleito eram decidir questões dos movimentos migratórios de trabalhadores no país, especialmente aqueles vindos da Romênia e da Bulgária.

## Pesquisa de opinião
Em uma pesquisa realizada, foi revelado que de 1.201 eleitores consultados, 49% são favoráveis à renovação do acordo com a UE (que permite a livre circulação de trabalhadores europeus no país e a inclusão dos novos membros à organização), 40% são contrários e 11% informaram que estão indecisos.
Já no último levantamento, 56% dos eleitores eram favoráveis à renovação. Segundo o instituto que realizou a pesquisa há variações regionais: nas áreas onde se fala francês, os eleitores são altamente favoráveis; na região de língua alemã, há pouca aprovação; e na área de predominância do italiano há forte oposição.

## Partidos políticos
Os partidos da direita, como o Partido Popular Suíço, por sua ideologia anti-imigrante, são contrários à manutenção do acordo. Algumas organizações de extrema direita esperam uma invasão de romenos e búlgaros no país, por conta dos efeitos da crise econômica global. O governo quer que acordo seja aprovado porque o bloco europeu é seu principal parceiro comercial: metade do rendimento do país vem das exportações para a UE.

## Resultados

Resultado por cantão:
██ Sim
██ Não

Foi aprovada a renovação do acordo. Neste pleito, a medida foi aceita em 22 dos 26 cantões do país. Só quatro cantões rejeitaram as medidas do referendo.
Segundo os resultados oficiais, 59,6% dos eleitores votaram favoravelmente a proposta do governo.